# Camnago Volta

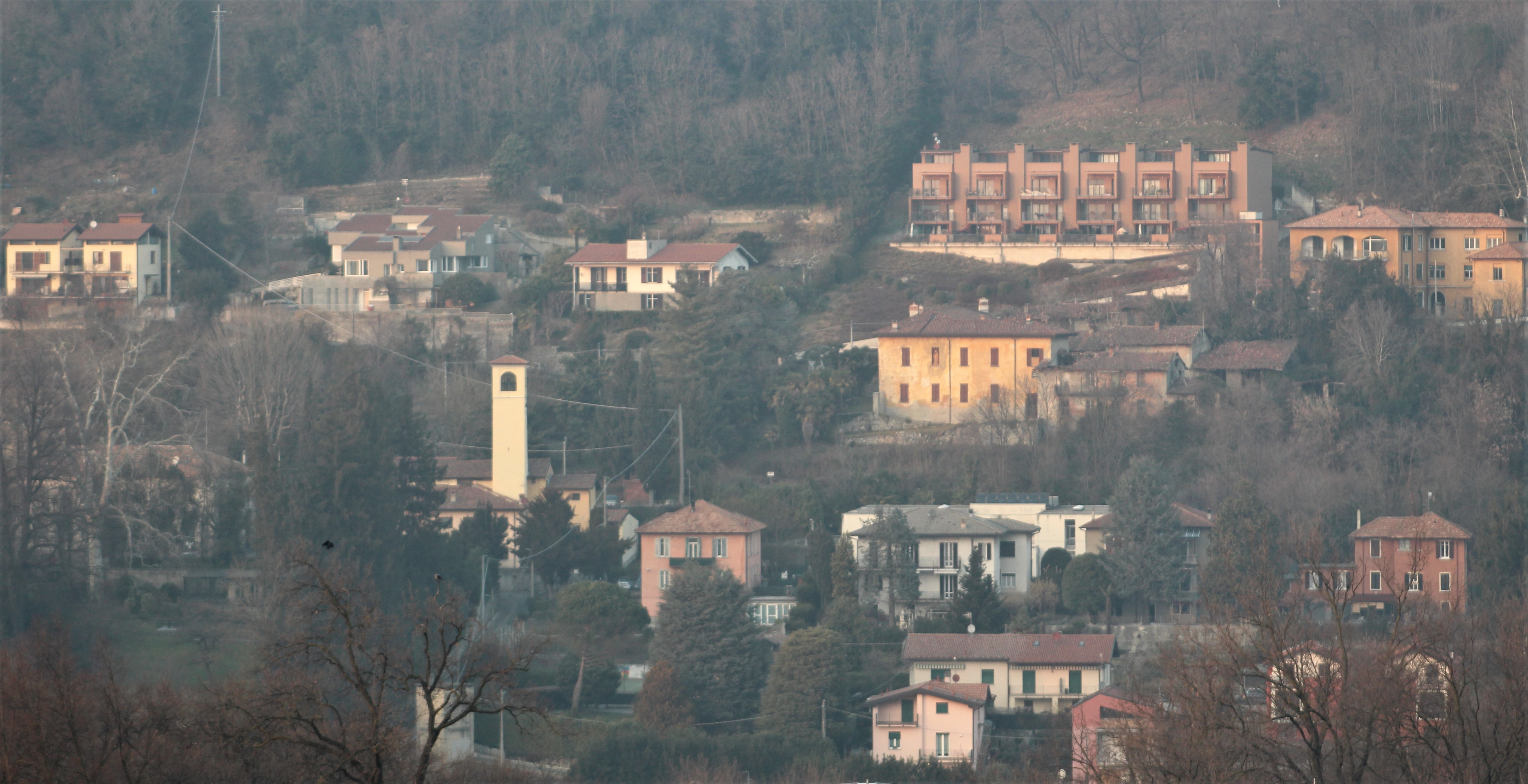
Camnago Volta

Camnago Volta ist ein Stadtteil von Como in Norditalien.
Bei der Gründung des Königreichs Italien (1861) hatte Camnago 422 Einwohner. Der Ort wurde 1862 zunächst in Camnago San Martino umbenannt und ein Jahr später zu Ehren von Alessandro Volta in Camnago Volta.
Bis 1943 war der Ort selbständig und wurde dann nach Como eingemeindet.
Auf dem Friedhof von Camnago Volta befindet sich das Grab von Alessandro Volta.